# Alfons IV. Leonski
Alfons IV. (oko 890-ih — 933.), zvan Redovnik, bio je kralj Leona od 925. ili 926. godine i kralj Galicije od 929., pa sve do abdikacije 931. godine.
Alfonsovi su roditelji bili Ordoño II. i kraljica Elvira Menéndez, a braća Ramiro II. Leonski i Sančo Ordóñez.
Kad mu je otac umro, na vlast je došao njegov stric Fruela II. Gubavac. Njega je naslijedio sin Alfons Fróilaz, koji je kratko vladao. Alfons i njegova braća pobunili su se protiv svog bratića. Alfons je postao kralj Leona, a Sančo je zavladao Galicijom.
Poslije je postao redovnik te su ga oslijepili.
Sa svojom suprugom Onekom, kćerju Sanča I. Pamplonskog, Alfons IV. imao je sinove Fruelu i Ordoña IV. Leonskog.